# 転居届
転居届（てんきょとどけ）とは、転居の際に日本郵便に新住所を通知し、旧住所宛ての郵便物や荷物等を新住所に転送するよう依頼するための届け。転居届は転送のためのものだけでなく、「旧住所の転出」と「新住所の転入」を郵便局に知らせるという意味もある。

## 概要
転居届の届出は、郵便窓口（ゆうゆう窓口または郵便局窓口）に用意されている転居届用紙に記入するか、日本郵便のウェブサイトで行う。
提出方法は「窓口提出」と「ポスト提出」と「ウェブ提出」の3種類がある。
本人確認および不正防止のため、窓口提出の場合は旧住所記載の身分証明書の提示が必要。なお、転居届の提出の有無およびその内容を含め、日本郵便では電話での問い合わせには一切対応しない（真正な届出者であることの確認がとれないため）。そのため、窓口での提出によるもの以外では、必ず配達員による現地確認や書面での確認などの確認作業が行われる。
届出は、提出された後に配達原簿の変更処理が行われるため、反映に日数がかかる。日本郵便は、提出の3 - 7日後から転送を開始するとしており、
転居届の届出を行うことで、旧住所宛ての郵便物等が新住所へ転送される（転送不要の記載があるものは除く）。なお、転送期限は届出日から1年間となっている。転送期間満了の通知は無い。また、転居届の提出により、転送だけでなく、日本郵便に転出と転入を知らせる効果もある。転送先住所での居住確認は別個に行われるため、調査期間内に返答あるいは届出がない場合は、差出人に返送となる可能性がある。
転送される郵便物等には、旧住所の上に新住所や転送期限などが印刷された「転送シール」が貼付される。転送シール内の余白にシールを貼付した局員名を押印するのが正規取扱である。転送期間経過後は、旧住所宛ての郵便物等はすべて差出人に返送となる。
なお、転送先は日本国内に限られているため、日本国外へ転居する場合は国内の連絡先（実家など）を転居先新住所として指定する。

## 日本郵便以外の事例
ヤマト運輸は、「宅急便転居転送サービス」を行っていたが、2023年5月31日をもって申し込みを終了した。